# Бельвиль (Мёрт и Мозель)
Бельви́ль (фр. Belleville) — коммуна во французском департаменте Мёрт и Мозель, региона Лотарингия. Относится к  кантону Понт-а-Муссон.

## География
Бельвиль расположен  в 16 км к северу от Нанси и 34 км к югу от Меца. Соседние коммуны: Отревиль-сюр-Мозель на востоке, Мильри на юго-востоке. 

## Демография
Население коммуны на 2010 год составляло 1474 человека.
| 1962 | 1968 | 1975 | 1982 | 1990 | 1999 | 2010 |
| ---- | ---- | ---- | ---- | ---- | ---- | ---- |
| 1281 | 1225 | 1176 | 1163 | 1276 | 1281 | 1474 |